# Willibert Kremer
Willibert Kremer (ur. 15 października 1939 w Hochneukirch, zm. 24 grudnia 2021) – niemiecki piłkarz grający na pozycji pomocnika i napastnika, trener.
Reprezentował dwukrotnie barwy Viktorii Köln, Borussii Mönchengladbach, Herthy Berlin (Puchar Berlina) oraz MSV Duisburg. W czasie kariery piłkarskiej słynął z długodystansowego biegu, zwinności oraz z czystego prowadzenia gry i bezpiecznej kombinacji.
Jako trener prowadził MSV Duisburg U-19 (mistrzostwo Niemiec U-19), dwukrotnie MSV Duisburg (finał Pucharu Niemiec, awans do Bundesligi), Bayer Leverkusen (awans do Bundesligi), Fortunę Düsseldorf (Puchar Intertoto), Eintracht Brunszwik, FC Bocholt oraz dwukrotnie Tennisa Borussię Berlin (awans do 2. Bundesligi).

## Kariera piłkarska

### Viktoria Köln i Borussia Mönchengladbach
Willibert Kremer karierę piłkarską rozpoczął w juniorach FC Jüchen, gdzie jego talent zauważył trener występującej w Oberlidze zachodniej Viktorii Köln – Hennes Weisweiler, który w 1960 roku sprowadził go do swojego klubu, w barwach którego Kremer zadebiutował 14 sierpnia 1960 roku w przegranym 4:1 wyjazdowym meczu ligowym z Borussią Dortmund. Wówczas, gdy w RFN wyjściowe składy były ustalane według systemu mistrzostw świata, Kremer wraz z Carlem-Heinzem Rühlem oraz Heinzem Lorenzem stanowił o sile ataku drużyny prowadzonej wówczas przez trenera Hennesa Weisweilera.
Po udanych debiutanckim sezonie, w którym Kremer rozegrał wszystkie 30 meczów ligowych, w których zdobył 7 goli, a Viktoria Köln zakończyła rozgrywki na 10. miejscu w Oberlidze zachodniej, Kremer przeniósł się do Borussii Mönchengladbach, gdzie grali zawodnicy, tacy jak m.in.: Albert Brülls, Franz Brungs, Helmut Fendel, Ulrich Kohn, Karl-Heinz Mülhausen, a trenerem był Bernd Oles. Jednak po rozczarowującej rundzie jesiennej sezonu 1961/1962 (14 meczów, 1 gol) wrócił do Viktorii Köln, w której w sezonie 1962/1963 (ostatnim sezonie przed utworzeniem Bundesligi) ponownie stanowił o sile drużyny (30 meczów, 12 goli), która zajęła 8. miejsce w Oberlidze zachodniej z 81 golami (więcej niż mistrz FC Köln – 65 goli), jednak z aż 69 golami straconymi, co uniemożliwiło zajęcia lepszej pozycji w tabeli ligowej. Hennes Weisweiler ustawiał atak, w którym oprócz Kremera występowali: Horst Hülß (10 goli), Klaus Matischak (17 goli) oraz Carl-Heinz Rühl i Jürgen Schult (po 14 goli). Ostatni mecz w Oberlidze zachodniej Viktoria Köln rozegrała 11 maja 1963 roku na wyjeździe z Rot-Weiß Oberhausen, a mecz zakończył się zwycięstwem 3:2 dla drużyny gości, a Kremer w tym meczu zdobył 2 gole.
Potem po utworzeniu nowego systemu rozgrywek w RFN Viktoria Köln ze względu na wyniki w ostatnim sezonie trafiła do nowo utworzonej drugiej klasy rozgrywkowej – Regionalligi zachodniej. W wyniku odejścia z klubu Klausa Mitischaka (Schalke Gelsenkirchen) i Carla-Heinza Rühla (Hertha Berlin), atak klubu uległ osłabieniu. Kremer w sezonie 1963/1964 zdobył 7 goli, a klub zakończył rozgrywki ligowe na 5. miejscu i nie awansował do Bundesligi, a po sezonie Kremer wraz z kolegą z drużyny – Jürgenem Sundermannem odszedł do występującej w Bundeslidze Herthy Berlin, która oprócz nich pozyskała bramkarza Wolfganga Fahriana oraz napastników: Michaela Krampitza i Kurta Schulza. Natomiast trener Hennes Weisweiler 27 kwietnia 1964 roku do Borussii Mönchengladbach, gdyż poprzedni trener klubu – Fritz Langner odszedł do występującego w Bundeslidze Schalke Gelsenkirchen.

### Hertha Berlin
Willibert Kremer wystąpił w barwach Starej Damy na początku sierpnia 1964 roku podczas dwóch zremisowanych po 2:2 międzynarodowych meczów towarzyskich z austriackim Rapidem Wiedeń i francuskim Olympique Lyon, natomiast 22 sierpnia 1964 roku w barwach Herthy Berlin zadebiutował w Bundeslidze podczas wygranego 2:3 meczu wyjazdowego z ówczesnym mistrzem Niemiec – FC Köln. Trener berlińskiego klubu – Josef Schneider postawił na atak, którego człon stanowili: Hans-Joachim Altendorff, Helmut Faeder, Kremer, Carl-Heinz Rühl oraz Kurt Schulz. Hertha Berlin sezon 1964/1965 z 25 punktami zakończyła rozgrywki na 14. miejscu, a Kremer rozegrał 28 meczów, w których strzelił 4 gole. W ostatnim meczu, 15 maja 1965 roku Hertha Berlin przegrała na wyjeździe 1:3 z Hannoverem 96. Stara Dama dotarła także do półfinału Pucharu Intertoto, w którym przegrała 1:8 (1:4, 0:4) z NRD-owskim SC Leipzig oraz brała w licznych turniejach w Ameryce Łacińskiej.
Jednak z powodu nieprawidłowości finansowych cofnięto Herthcie Berlin licencję na występy w Bundeslidze na sezon 1965/1966, w związku z czym klub został zdegradowany do Regionalligi grupy berlińskiej. Kremer stanowił o sile klubu (27 meczów, 6 goli), który z 58 punktami wygrał swoją grupę, zdobywając tym samym Puchar Berlina, jednak w barażach klub zajął 3. miejsce w Grupie 1 i tym samym nie wrócił po rocznej przerwie do Bundesligi, a Kremer odszedł z klubu.

### MSV Duisburg
Po dwuletnim pobycie w Berlinie Kremer wrócił na zachód RFN, podpisując kontrakt występującym w Bundeslidze MSV Duisburg, gdzie grał w pomocy. W Zebrach, w których po sezonie 1970/1971 rozegrał 91 meczów ligowych, w których zdobył 6 goli.
Willibert Kremer łącznie w czasie kariery rozegrał 258 meczów ligowych, w których zdobył 44 gole.

## Kariera reprezentacyjna
Willibert Kremer w 1960 roku rozegrał 3 mecze w amatorskiej reprezentacji RFN. Debiut zaliczył 5 marca 1960 roku w Londynie w zremisowanym 1:1 meczu towarzyskim przeciwko amatorskiej reprezentacji Anglii, w którym tworzył lewe skrzydło wraz z Gerhardem Neuserem z Sportfreunde Siegen. Dwa ostatnie mecze w amatorskiej reprezentacji RFN rozegrał 18 kwietnia 1960 roku oraz 18 maja 1960 roku w ostatnich, przegranych meczach pierwszej rundy eliminacji igrzysk olimpijskich 1960 Grupy 2 kolejno z reprezentacją Polski (1:3) w Warszawie i reprezentacją Finlandii i tym samym amatorska reprezentacja RFN nie wywalczyła awansu na turniej olimpijski 1960 w Rzymie.
15 marca 1961 roku w Londynie rozegrał swój jedyny mecz w reprezentacji RFN U-23, w którym drużyna Kremera przegrała 4:1 w meczu towarzyskim z reprezentacji Anglii U-23, a Kremer tworzył atak wraz z Gustavem Flacheneckerem, Jürgenem Schützem, Heinzem Strehlem oraz Hermannem Straschitzem.

## Kariera trenerska
Willibert Kremer jeszcze w trakcie kariery piłkarskiej poznał sposób pracy trenerów MSV Duisburg: Hermanna Eppenhoffa, Gyula Lóránta i Roberta Gebhardta. W 1967 roku pomyślnie ukończył szkolenie trenera piłkarskiego pod kierunkiem Hennesa Weisweilera. W sezonie 1970/1971 rozpoczął pracę asystenta trenera Rudolfa Fassnachta w MSV Duisburg oraz trenera drużyny U-19, z którą w sezonie 1971/1972 zdobył mistrzostwo Niemiec U-19 po zwycięstwie 2 lipca 1972 roku w Stuttgarcie w finale 0:2 z VfB Stuttgart U-19, mając w składzie takich zawodników, jak m.in.: Hans-Jürgen Baake, Klaus Bruckmann, Ernst Savkovic, Lothar Schneider, Werner Schneider, Ronald Worm. 21 października 1973 roku zastąpił Rudolfa Fassnachta na stanowisku pierwszego trenera MSV Duisburg, z którym w sezonie 1974/1975 dotarł do finału Pucharu Niemiec, w którym przegrali w finale 1:0 z Eintrachtem Frankfurt rozegranym na Niedersachsenstadion w Hanowerze. 16 marca 1976 roku po opóźnionych negocjacjach kontraktowych z zarządem klubu, Kremer rozwiązał kontrakt z klubem.
Następnie Kremer 5 kwietnia 1976 roku zastąpił Radoslava Momirskiego na stanowisku trenera zagrożonego spadkiem z 2. Bundesligi Bayeru Leverkusen, z którym w sezonie 1975/1976 ostatecznie zajął 15. miejsce w tabeli. W sezonie 1978/1979 na 3 kolejki przed zakończeniem rozgrywek 2. Bundesligi po remisie 3:3 w meczu u siebie z Bayerem Uerdingen (mimo iż Aptekarze na 20 minut przed końcem meczu przegrywał 0:3) Aptekarze po 17 latach wrócili do Bundesligi. 22 listopada 1981 roku Kremer odszedł z klubu.
W 1982 roku przez kilka miesięcy prowadził TSV 1860 Monachium, a w okresie od października 1982 roku do kwietnia 1985 roku trenował Fortunę Düsseldorf, z którym zdobył Puchar Intertoto 1983/1984.
Następnie trenował: Eintracht Brunszwik (1985–1986) i FC Bocholt (1988–1989). W 1989 roku wrócił do występującego wówczas w 2. Bundeslidze MSV Duisburg, z którym w sezonie 1990/1991 awansował do Bundesligi, a po spadku klubu w sezonie 1991/1992 odszedł z klubu. Następnie został trenerem występującego wówczas w Oberlidze (wówczas 3. poziom ligowy) Tennisu Borussia Berlin, z którym w sezonie 1992/1993 awansował do 2. Bundesligi, a w październiku 1993 roku po siedmiu porażkach ligowych z rzędu wniósł o urlop wypoczynkowy, który mu został udzielony. Po spadku klubu z 2. Bundesligi w sezonie 1993/1994 ponownie został jego trenerem, jednak po niezadowalającej rundzie jesiennej sezonu 1994/1995 został zwolniony z klubu.
Willibert Kremer od 1994 roku jest skautem z Bayerze Leverkusen.

## Statystyki

### Reprezentacyjne
| Reprezentacja  | Rok     | Mecze | Bramki |
| -------------- | ------- | ----- | ------ |
| RFN (amatorzy) | 1960    | 3     | 0      |
| Łącznie        | Łącznie | 3     | 0      |
| Niemcy U-23    | 1961    | 1     | 0      |
| Łącznie        | Łącznie | 1     | 0      |

| Mecze i gole w reprezentacji | Mecze i gole w reprezentacji | Mecze i gole w reprezentacji | Mecze i gole w reprezentacji | Mecze i gole w reprezentacji | Mecze i gole w reprezentacji  |
| Lp.                          | Data                         | Miasto                       | Przeciwnik                   | Wynik                        | Rozgrywki                     |
| RFN (amatorzy)               | RFN (amatorzy)               | RFN (amatorzy)               | RFN (amatorzy)               | RFN (amatorzy)               | RFN (amatorzy)                |
| ---------------------------- | ---------------------------- | ---------------------------- | ---------------------------- | ---------------------------- | ----------------------------- |
| 1.                           | 05.03.1960                   | Londyn                       | Anglia (amatorzy)            | 1:1                          | Mecz towarzyski               |
| 2.                           | 18.04.1960                   | Warszawa                     | Polska                       | 1:3                          | El. Igrzysk olimpijskich 1960 |
| 3.                           | 18.05.1960                   | Helsinki                     | Finlandia                    | 2:3                          | El. Igrzysk olimpijskich 1960 |
| Niemcy U-23                  |                              |                              |                              |                              |                               |
| 1.                           | 15.03.1961                   | Londyn                       | Anglia U-23                  | 1:4                          | Mecz towarzyski               |

## Sukcesy

### Zawodnicze
Hertha Berlin
- Półfinał Pucharu Intertoto: 1965
- Puchar Berlina: 1966

### Trenerskie
MSV Duisburg U-19
- Mistrzostwo Niemiec U-19: 1972

MSV Duisburg
- Finał Pucharu Niemiec: 1975
- Awans do Bundesligi: 1991

Bayer Leverkusen
- Awans do Bundesligi: 1979

Fortuna Düsseldorf
- Puchar Intertoto: 1984

Tennis Borussia Berlin
- Awans do 2. Bundesligi: 1993